# 16131 Kaganovich
A 16131 Kaganovich (ideiglenes jelöléssel 1999 XV97) a Naprendszer kisbolygóövében található aszteroida. A LINEAR projekt keretében fedezték fel 1999. december 7-én.